# Elzunia albomaculata
Elzunia albomaculata är en fjärilsart som beskrevs av Richard Haensch 1903. Elzunia albomaculata ingår i släktet Elzunia och familjen praktfjärilar. Inga underarter finns listade i Catalogue of Life.